# كينتا هيغاشيؤوجي
كينتا هيغاشيؤوجي (東大路憲太 هيغاشيؤوجي كينتا) هو ملحن ياباني ولد في 4 يناير 1994 في طوكيو.

## أعماله في الأنمي

### مسلسلات أنمي تلفزيونية
- برنسس كونكت! ري:دايف
- بيلد ديفايد: كود بلاك (بالتعاون مع كيجي إيناي)
- سوبر شيرو (بالتعاون مع أكيفومي تادا)

### أفلام أنمي
- سلسلة أفلام بوكيمون
  - فيلم بوكيمون: قوتنا (موسيقى ثانوية)
  - فيلم بوكيمون: ثأر ميوتو: التطور (موسيقى ثانوية)
  - فيلم بوكيمون: سر الأدغال (موسيقى ثانوية)

## وصلات خارجية
- كينتا هيغاشيؤوجي على موقع IMDb (الإنجليزية)
- كينتا هيغاشيؤوجي على موقع ميوزك برينز (الإنجليزية)
- كينتا هيغاشيؤوجي على موقع قاعدة بيانات الفيلم (الإنجليزية)
- كينتا هيغاشيؤوجي على موقع ANN person (الإنجليزية)